# Дайское сельское поселение
Дайское се́льское поселе́ние — муниципальное образование в Чеберлоевском районе Чеченской Республики Российской Федерации.
Административный центр — село Дай.

## География
Находится на юге республики в Аргунском ущелье

## Население
| 2010 | 2012 | 2013 | 2014 | 2015 | 2016 | 2017 |
| ---- | ---- | ---- | ---- | ---- | ---- | ---- |
| 536  | ↗546 | ↗554 | ↘546 | ↗565 | ↘563 | ↗569 |
| 2018 | 2019 | 2020 | 2021 | 2023 | 2024 |      |
| ↗571 | →571 | ↗572 | ↗615 | ↗636 | ↗649 |      |

## Состав сельского поселения
| № | Населённый пункт | Тип населённого пункта       | Население |
| - | ---------------- | ---------------------------- | --------- |
| 1 | Дай              | село, административный центр | ↗649      |